# Elettrotreno SEPSA EN.300
L'elettrotreno EN.300 era un convoglio binato, a trazione elettrica a 3000 volt a corrente continua, composto da motrice EN.300 e rimorchiata RN.300 accoppiate permanentemente, di costruzione SOFER-Italtrafo in servizio sulle Ferrovia Cumana e Circumflegrea fino al 2015.

## Storia
Nella metà degli anni settanta la Società per l'Esercizio di Pubblici Servizi Anonima, allo scopo di potenziare il proprio parco rotabili insufficiente alle richieste sempre crescenti di trasporto, ordinò al pool di industrie ferroviarie SOFER - Italtrafo la costruzione di un gruppo di 7 convogli a 2 elementi derivato concettualmente dall'ottimo progetto ALe 601/803 sviluppato in quegli anni. Le elettromotrici prese a modello furono le ALe 803 di 3ª serie di cui tuttavia vennero modificate alquanto al ribasso le prestazioni sia in potenza che in velocità. I convogli iniziarono ad entrare in servizio alla fine del 1977 portando un consistente miglioramento dell'offerta di servizi sulla Napoli-Torregaveta. 
Nel 2015, in seguito all'entrata in servizio dei primi convogli ET.400 ristrutturati, gli elettrotreni EN.300 sono stati tutti dismessi.

## Caratteristiche
Gli elettrotreni erano costituiti da una motrice e una rimorchiata semipilota permanentemente accoppiate e intercomunicanti. Gli interni furono realizzati con componenti essenziali, con sedili di tipo metropolitano in resina e bagagliere longitudinali; dato il tipo di servizio svolto non furono previste le ritirate. La capienza complessiva era di 148 posti a sedere e 216 in piedi.
La velocità massima fu stabilita in 90 km/h, adottando un rapporto di trasmissione corto, sufficiente per il servizio previsto. La potenza dei motori installati era inferiore rispetto alle cugine ALe 803 FS da cui erano derivate.